# Balderico del Friuli
Balderico del Friuli, talvolta anche Baldrico (... – dopo l'836), fu conte della marca del Friuli dall'819 all'829.

## Biografia
Balderico è documentato per la prima volta nell'815 quando, in qualità di legatus imperatoris (inviato dell'imperatore), guidò un'armata di Sassoni e Abodriti inviata dall'imperatore Ludovico il Pio a sostegno del principe vichingo danese Harald Klak attraverso l'Eider fino allo Jutland, dove saccheggiò e depredò, aiutando così Harald a riprendere il controllo di parte dello Jutland meridionale intorno a Haithabu per un breve periodo.
Nell'819 Balderico succedette al defunto margravio Cadalao nel Marca del Friuli, che era diventato un margraviato dell'Impero carolingio sotto Carlo Magno nel 774 ed era amministrato dal 776 da margravi di origine franca, alemanna o borgognona nominati dall'imperatore.
La situazione del Friuli era così deteriorata che dovette intervenire direttamente l'imperatore Lotario I per respingere una incursione bulgara, che avrebbe probabilmente invaso e saccheggiato il ducato. L'imperatore approfittò della occasione per riorganizzare il ducato in marca e spostare il confine verso oriente. Depose inoltre Balderico e lo sostituì con Unruoch II, uno dei principali personaggi della corte imperiale.